# José Sá
José Pedro Malheiro de Sá, född 17 januari 1993 i Braga, är en portugisisk fotbollsmålvakt som spelar för Wolverhampton Wanderers.

## Klubbkarriär
Den 31 augusti 2018 lånades Sá ut till grekiska Olympiakos på ett låneavtal över säsongen 2018/2019. Den 15 maj 2019 skrev han på ett fyraårskontrakt med klubben.
Den 15 juli 2021 värvades Sá av Wolverhampton Wanderers, där han skrev på ett femårskontrakt.

## Landslagskarriär
Sá var med i Portugals trupp vid U21-EM 2015.